# Militärsportabzeichen (NVA)

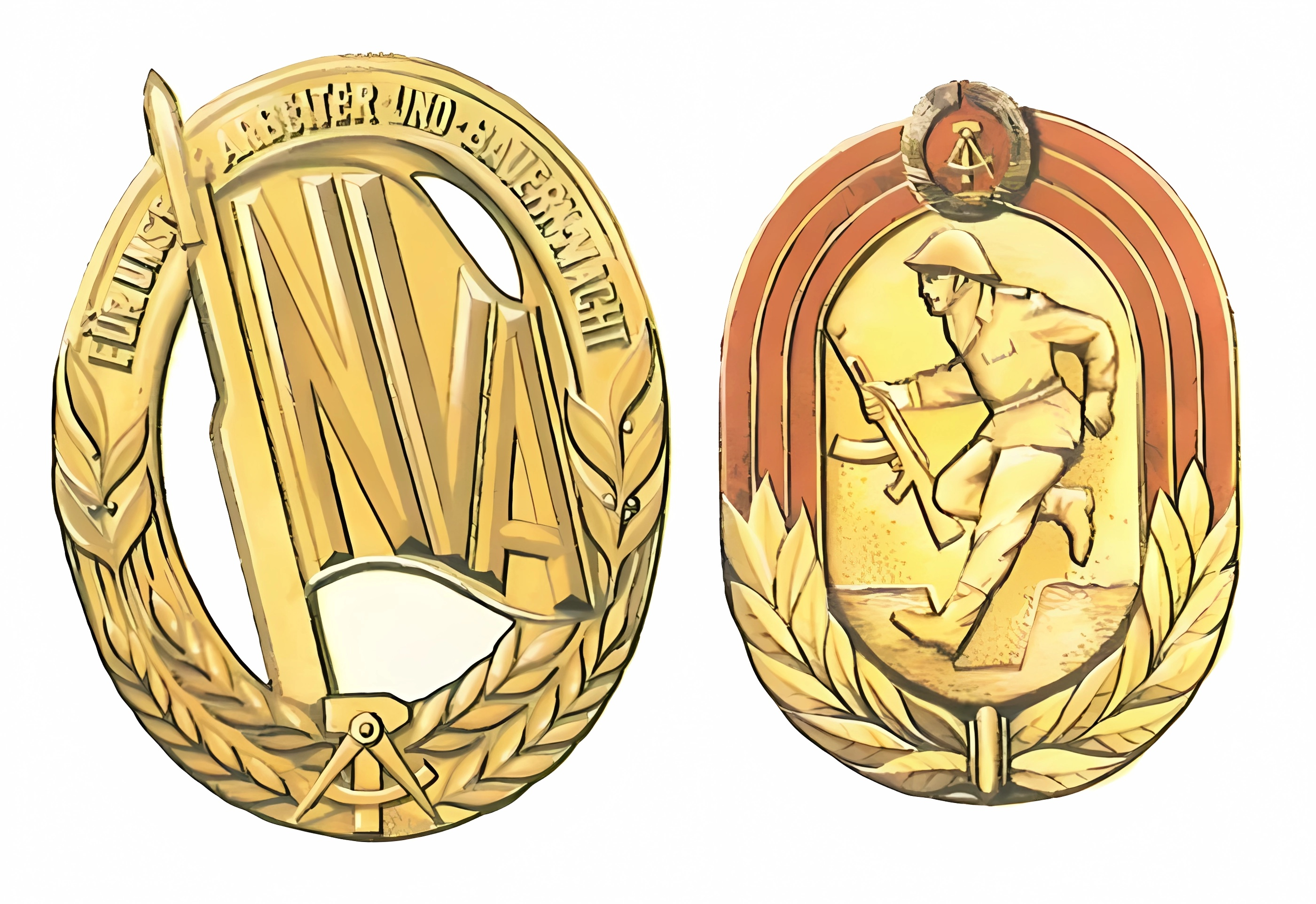
Links das Militärsportabzeichen der NVA und rechts die nicht verliehene neue Musterprägung

Das Militärsportabzeichen der Nationalen Volksarmee war in der Deutschen Demokratischen Republik (DDR) eine im Fachbereich des Ministeriums für Nationale Verteidigung verliehene nichtstaatliche Auszeichnung, welche am 15. November 1968 mit Wirkung zum 1. Dezember 1968 vom Minister für Nationale Verteidigung Heinz Hoffmann per Ordnung über das Militärsportabzeichen der Nationalen Volksarmee gestiftet wurde. Mit dieser Ordnung trat auch die Ordnung und damit die auch die Verleihung des Vorgängers dieser Auszeichnung, der Kampfsportnadel der Nationalen Volksarmee, außer Kraft. Die ersten Militärsportabzeichen wurden im April 1969 verliehen.
Neben Leistungsabzeichen, Bestenabzeichen, Schützenschnur und Klassifizierungsabzeichen gehörte das Militärsportabzeichen zu den sogenannten „fünf Soldatenauszeichnungen“ der NVA.

## Verleihungsbedingungen
Das Militärsportabzeichen konnte von allen Armeeangehörigen der NVA sowie Zivilbeschäftigten der NVA erworben werden. Voraussetzung dafür war, dass der Anwärter für diese Auszeichnung innerhalb eines Ausbildungsjahres insgesamt fünf Pflichtübungen in seiner Altersklasse sowie zwei waffengattungsspezifische Wahlübungen erfolgreich absolvierte. Mit Änderung der Militärsportabzeichenordnung waren das folgende Disziplinen:
- Sturmbahn oder Hindernisbahn
- Handgranatenweitzielwurf
- Lauf
- Uniformschwimmen
- Schießen
- Waffengattungsart spezifisches Schießen I
- Waffengattungsart spezifisches Schießen II

Im Übrigen konnte die Verleihung des Militärsportabzeichens als Wiederholung für das Allgemeine Sportabzeichen der DDR in Gold angerechnet werden. Der Proband brauchte demnach nicht zweimal im Ausbildungsjahr diese Disziplinen (außer Gattungsschießen) wiederholen. Des Weiteren wurde der Erwerb des Militärsportabzeichens mit vier Punkten für den Erwerb der Sportabzeichenmedaille, die eigentlich mehr eine Spange war, angerechnet. Am 24. September 1982 erfolgte eine weitere Änderung der Verleihungsbedingungen für das Militärsportabzeichen. Es konnte ab diesem Zeitpunkt verliehen werden, wenn der Auszuzeichnende:
- im Besitz der Schwimmstufe II und
- im Besitz des Sportabzeichens in Gold

war und ferner, entsprechend seiner Altersklasse, drei oder vier der genannten Pflichtübungen erfolgreich absolvierte. Diese konnten sein:
- Sturmbahn
- 3000-Meter-Lauf
- Handgranatenwurf
- Klimmziehen
- zusätzlich eine Wahlübung

Das waffenspezifische Schießen hingegen entfiel. Neu war allerdings, dass man die Bedingungen für das Militärsportabzeichen nach zwei Jahren wiederholt werden mussten. Hatte der Beliehene schon das 50. Lebensjahr überschritten und war ehrenhaft aus der NVA ausgeschieden, durfte er das Militärsportabzeichen weiterhin tragen. Am 17. September 1984 wurden dann die Verleihungsbedingungen erneut geregelt, jedoch nicht prinzipiell neu, sondern auf den Erwerb auch von weiblichen Armeeangehörigen der NVA erweitert.

## Aussehen und Trageweise
Das Militärsportabzeichen der NVA ist oval, 44 mm hoch, 36 mm breit und besteht aus Buntmetall oder einfachem Stahlblech In dessen Mitte ist ein Gewehr mit aufgesetztem Bajonett zu sehen, welches leicht nach links oben gerichtet ist und den oberen Rand des Abzeichens durchstößt. Am Gewehr selbst ist eine wehende Flagge angebracht, auf der in Großbuchstaben NVA zu lesen ist. Umschlossen wird diese Symbolik von einem halbkreisförmigen beidseitigen Lorbeerkranz, der in seiner Mitte durch Hammer und Zirkel und vereint ist. Die andere Hälfte des Randes bildet die erhaben geprägte Umschrift: FÜR UNSERE ARBEITER-UND-BAUERNMACHT in einem Schriftband.
Im Laufe des Jahres 1984 wurden vom Militärsportabzeichen neue Muster geprägt, die die alte Form ablösen sollten. Dieses neue Militärsportabzeichen war ebenfalls oval, 41 mm hoch und 31 mm breit und zeigte in seiner Mitte einen NVA-Soldaten mit Waffe in der Hand über einen kleinen Graben springen. Begrenzt wurde diese Symbolik von einem unten zusammengebundenen zweiseitigen Lorbeerzweig der nach etwa 1/3 der Höhe in die symbolische Darstellung einer dreispurigen Laufbahn eines Stadions übergeht. Diese Muster gelangten jedoch nie zur Ausgabe.
Getragen wurde das Militärsportabzeichen auf der Falte der rechten Brusttasche und bei Uniformen ohne Brusttasche etwa auf gleicher Höhe. Allerdings durften Träger des Militärsportabzeichens nicht zeitgleich das Allgemeine Sportabzeichen auf der Uniform tragen.